# 查文文化
查文文化 （英語：Chavín culture），前哥伦布时期秘鲁高度发展的早期文化。公元前900—公元前200年为兴盛期。其艺术影响力遍布今秘鲁北部及中部。“查文”源自查文德万卡尔遗址。以一个巨大的长方形石块蘭松為中心構筑成的神庙群居于城中心区域，该文化以人形、猫科动物以及鳄鱼与蛇的艺术形象为特点。查文德万卡尔遗址于1985年被列入世界文化遗产名录。查文文化成为美洲文化早期視野時期（公元前900年–公元前200年）的代表。此时定居农业已经完全形成，建陶、纺织，雕刻等各种手工业也得到发展。并首次形成这一区域的思想文化统一。